# Kleine narcisvlieg
De kleine narcisvlieg (Merodon rufus) is een vliegensoort uit de familie van de zweefvliegen (Syrphidae). De wetenschappelijke naam van de soort is voor het eerst geldig gepubliceerd in 1838 door Meigen.
De aanwezigheid van de vlieg in Nederlandse narcissen was voor de VS aanleiding om in 1926 een importverbod in te stellen. Oprichting van een eigen keuringsdienst door de bollensector kon dat in eerste aanleg niet verhinderen, maar het heeft een rol gespeeld bij het opheffen van het verbod in 1939.